# Образование в допетровской Руси
Образование в допетровской Руси — образовательные учреждения, существовавшие в Древней Руси и Московской Руси с X века по XVII век. 

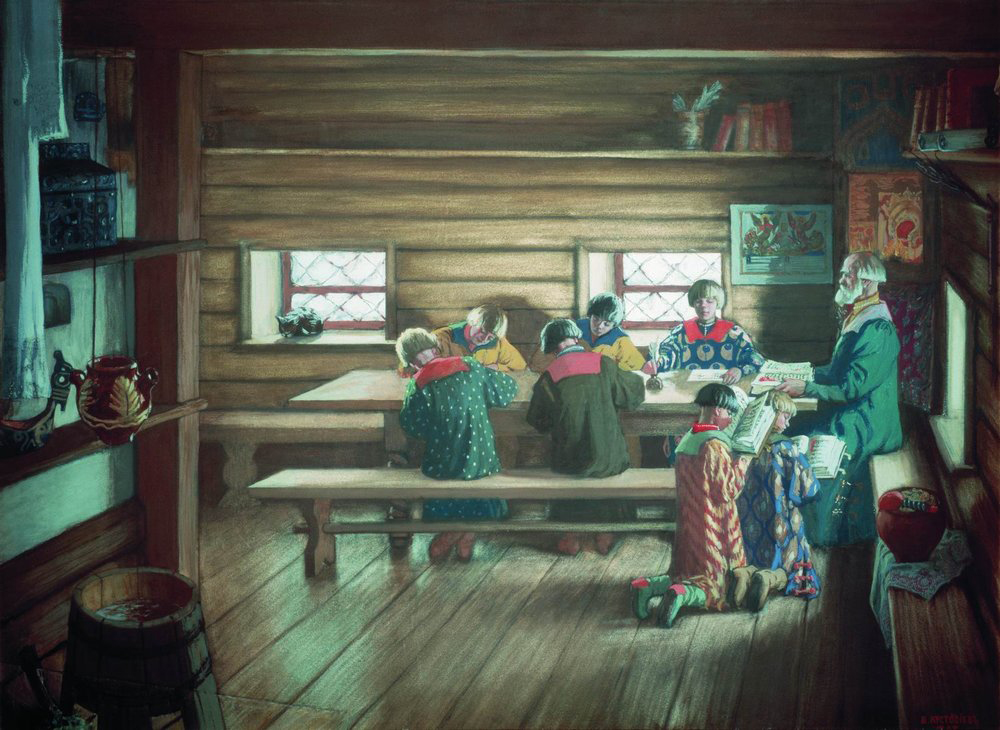
Борис Кустодиев. Земская школа в Московской Руси. 1907 г.

Некоторые историки, в частности П.Н. Милюков, высказывали мнение (опираясь на факты, относящиеся к XV–XVI векам), что в Древней Руси подавляющее большинство населения было неграмотным. Однако этому мнению противоречат граффити (надписи, сделанные на стенах соборов и церквей), оставленные явно случайными прихожанами, а также найденные многочисленные берестяные грамоты XI–XIII веков, причём не только в Великом Новгороде, но и в других древнерусских городах. Их авторами были купцы, ремесленники, даже крестьяне, известны берестяные грамоты, написанные женщинами. 
Но разорение Древней Руси в результате татаро-монгольского нашествия (как известно, в это время погибла большая часть древнерусских рукописей) отразилось и на образовании. Оно стало почти исключительно духовным (монастырским), и именно православные монастыри были в XIII–XV веках хранителями и распространителями образования. 
Укрепление Московского государства привело к некоторому развитию образования. Стали возникать многочисленные приходские и частные школы, где обучались грамоте и счету дети не только духовенства, но и ремесленников и купцов, решениями Стоглавого собора (1551 год) была создана система православного образования. С середины XVII века в Москве стали открываться школы, созданные по образцу европейских грамматических школ, которые давали как светское, так и богословское образование.

## Школы князейВладимираиЯрослава
Период развития отечественного образования при князьях Владимире и Ярославе Мудром нередко признается начальным во всей истории этого образования, во многом связанного с христианскими храмами.
Под 988 годом в Повести временных лет: «И поставил (Владимир) церковь во имя святого Василия на холме, где стоял идол Перуна и другие и где творили им требы князь и люди. И по другим городам стали ставить церкви и определять в них попов, и приводить людей на крещение по всем городам и селам. Послал он собирать у лучших людей детей и отдавать их в обучение книжное. Матери же детей этих плакали о них; ибо не утвердились еще они в вере, и плакали о них, как о мертвых» (язычники были против христианских инноваций).
Русские книжники, работавшие в школах повышенного типа, пользовались своим вариантом структуры предметов, который в определенной мере учитывал опыт византийских и болгарских школ, дававших высшее образование.
Софийская первая летопись о школе в Новгороде:
1030. «В лето 6538. Иде Ярослав на Чюдь, и победи я, и постави город Юрьев. И прииде к Новугороду, и събрав от старост и от попов детей 300 учити книгом».
Созданная в 1030 г. Ярославом Мудрым школа в Новгороде была вторым учебным заведением повышенного типа на Руси, в котором обучались лишь дети старост и священнослужителей. Есть версия, что в летописи речь идет о детях церковных старост, избиравшихся из низших сословий, но до конца XVI в. известны лишь старосты административные и военные . Термин «церковный староста» появился в XVII в. Контингент учащихся новгородской школы состоял из детей духовенства и городской администрации. Социальный состав обучающихся отражал классовый характер образования той поры.
Главная задача школы состояла в подготовке грамотного и объединенного новой верой управленческого аппарата и священников, деятельность которых проходила в сложной борьбе с сильными традициями языческой религии среди новгородцев и угро-финских племен, которыми был окружен Новгород.
Деятельность школы Ярослава опиралась на разветвленную сеть школ элементарной грамоты, о чем свидетельствует большое количество обнаруженных археологами берестяных грамот, писал, вощеных дощечек. На базе широкого распространения грамотности расцвела новгородская книжность. В Новгороде написано знаменитое Остромирово Евангелие, описание |Добрыней Ядрейковиче Царьграда, математический трактат Кирика. Сохранились для потомков «Изборник 1073 года», начальный летописный свод, краткая редакция «Русской Правды». Новгородские книгохранилища послужили одним из основных источников «Великих четьих миней» — собрания «всех книг, чтомых на Руси», состоящего из 12 огромных томов общим объемом свыше 27 тыс. страниц.
1037. В год 6545. Заложил Ярослав город большой, у которого сейчас Золотые ворота, заложил и церковь святой Софии, митрополию, и затем церковь святой Богородицы благовещения на Золотых воротах, затем монастырь святого Георгия и святой Ирины… Любил Ярослав церковные уставы, попов очень жаловал, особенно же черноризцев, и к книгам проявлял усердие, часто читая их и ночью и днем. И собрал книгописцев множество, которые переводили с греческого на славянский язык. И написали они много книг, по которым верующие люди учатся и наслаждаются учением божественным. Как бывает, что один землю распашет, другой же засеет, а третьи пожинают и едят пищу неоскудевающую, так и здесь. Отец ведь его Владимир землю вспахал и размягчил, то есть крещением просветил, а мы пожинаем, учение получая книжное. Велика ведь бывает польза от учения книжного; книги наставляют и научают нас пути покаяния, ибо мудрость обретаем и воздержание в словах книжных. Это — реки, напоящие вселенную, это источники мудрости, в книгах ведь неизмеримая глубина…
…Ярослав же… любил книги и, много их переписав, положил в церкви святой Софии, которую создал сам"
Образовательная реформа Владимира и Ярослава усиливала христианизацию на землях будущей России и её соседей, однако многовековые языческие традиции имели глубокие корни в народах страны.
Граффити XI века из святой Софии Киевской: «Месяца июня в 10-й (день) выгреб (потревожили мощи) грамматика, а в 15-й отдали Лазорю».
«Грамматиками» называли себя как профессиональные писцы южнославянских рукописей, так греками именовались и учителя — преподаватели полного курса грамматики. Император Юстиниан в 534 г. установил видным грамматикам вознаграждение в сумме 70 солидов и определил этим педагогам ряд других привилегий. Грамматики преподавали и в Киевской дворцовой школе, после смерти по статусу погребались в соборе. Мощи «Грамматика» были перенесены в монастырь, где игуменом был Лазарь (упоминается под 1088 годом).

## Монастырское образование при князеВсеволоде
Всеволод Ярославич (1030—1093) — сын Ярослава Мудрого, мог бывать и в новгородской школе отца. С 1054 по 1076 г. Всеволод княжил в Переяславльской и Суздальской землях. После смерти брата Святослава стал великим князем киевским, но отдал престол брату Изяславу и начал княжить в Чернигове. После смерти Изяслава в 1078 г. стал снова великим князем киевским. Был образованным человеком, знал пять иностранных языков, вместе с братьями утвердил так называемую «Правду Ярославичей».
Образование, включая монастырское, поддерживал еще Феодосий Печерский (ок. 1008 — 3 мая 1074). «Житие Феодосия Печерского» сообщало о школе в Курске: «Случилось же родителям блаженного переселиться в другой город, именуемый Курском… Обратимся к рассказу о святом этом отроке. Рос он телом, а душою тянулся к любви божьей и ходил каждый день в церковь божию, со всем вниманием слушая чтение божественных книг. Не приближался он к играющим детям, как это в обычае у малолетних… К тому же попросил он отдать его учителю поучиться божественным книгам, что и сделали. Скоро постиг он всю грамоту, так, что поражались все уму его и способностям и тому, как быстро он всему научился».

## Школы в других регионахРуси
Средневековое образование на Руси нередко сводят к примерам Новгорода и Киева. Но немало свидетельств о развитии образования в других городах средневекового государства. Около 1096. Муром «После принятия христианской веры муромцы послали „мнози дети своя в научение грамоты“» .
Известно в 1143 году основанное Евфросинией Полоцкой женское монастырское училище в Полоцке (ныне Витебская обл., Белоруссия), входившем тогда в состав Руси.
Здесь учился Авраамий Смоленский. «…Родился же блаженный Авраамий от правоверных родителей. Отец его был всеми почитаем и любим, в чести у князя, и поистине все его знали, и был он украшен правдой, и многим помогал в бедах, был милостив и спокоен со всеми, к молитвам и службам церковным прилежание имел. Мать его также была украшена всяким благочестием». «…Когда мальчик достиг разумного возраста, родители отдали его учиться по книгам. Он же не унывал, как прочие дети, но, благодаря большому прилежанию, быстро обучился; к тому же он не играл с другими детьми, но спешил впереди других на божественное и церковное пение и чтение, так что его родители радовались этому, а другие удивлялись такому разуму ребенка». «…Из всех книг более всего любил он часто читать учение преподобного Ефрема, и великого учителя всленной Иоанна Златоуста, и Феодосия Печерского…» .
Училища развивалось во Владимире на Клязьме. «Князь великий Константин Всеволодович Мудрый, внук Юрия Владимировича Мономаша… великий был охотник к читанию книг и научен был многим наукам, того ради имел при себе людей ученых, многие древние книги греческие ценою высокою купил и велел переводить на русский язык. Многие дела древних князей собрал и сам писал, також и другие с ним трудилися». «…6735 (1227). Маиа 11 учинился во Владимире великий пожар и згорело 27 церквей и двор блаженного великого князя Константина Всеволодича и церковь, построенная в нем, архангела Михаила со всею богатою утварию. В нем же трудилися иноки русские и греки, учасце младенцев, и погорели книги многие, собранные сим Константином Мудрым» .
Училище при церкви Михаила могло быть одним из нескольких в округе Владимира.
Школа действовала и в Нижнем Новгороде. Так блаженный Евфимий родился и был воспитан в Нижнем Новгороде. Здесь учился грамоте и учился примерно — не любил заниматься детскими шалостями, был кроток и послушлив родителям… . Евфимий родился в начале XIV в. Окончил школу, которая, видимо, существовала в городе уже в XIII в. Пострижен в монахи, а впоследствии назначен архимандритом монастыря в Суздале. В «Житии» Евфимия сохранилось наиболее раннее упоминание о школе в Нижнем Новгороде.
О распространении в Москве грамотности свидетельствуют обнаруженные археологами писала: костяное, два бронзовых в пластах XII—XIII вв. В XIII—XIV вв. Москва становится новым центром книгописания на Руси. Летопись, описывая под 1382 г. приближение к городу Тохтамыша, сообщает, что в городе было «…книг же многое множество снесено с всего города, в соборных церквах до стропа неметаю, съхранения ради спроважено» .
Вероятно существование начальных школ у многих церквей и приходов Руси, но общее их количество определить пока трудно.

## Образование в Московской Руси
Татаро-монгольское иго было крайне неблагоприятно для распространения образования. Для характеристики того времени достаточно сказать, что тверской князь Михаил Александрович († в 1399 г.) должен был ехать учиться грамоте в Новгород. Слабый огонек просвещения поддерживали тогда митрополит киевский Кирилл († в 1281 г.), епископ ростовский Кирилл († в 1262 г.), московские святители Пётр, Алексий, Иона и Кирилл, владимирский епископ Серапион. В общем, положение образования было так плохо, что в конце XV века приходилось ставить в священники безграмотных. Архиепископ новгородский Геннадий, обращаясь к митрополиту Симону, писал, что по малому числу грамотных некого ставить в священники, учиться же никто не хочет. Геннадий просил Ивана III, чтобы он, ради своей чести и спасения земли русской от позора, повелел завести училища, хотя бы для подготовки иереев.
Царь Иван Грозный для укрепления централизованной власти в 1551 году собрал собор — представителей церковной иерархии с участием боярской думы для составления специального уложения. Сборник решений состоял из 100 глав, поэтому он был назван Стоглав.
В главе 26 «Стоглава» изложено постановление о школах грамоты. Авторы документа аргументировали своё предложение необходимостью борьбы с неграмотностью дьяконов и попов (гл.25) и ссылкой на училища в прошлом. Исследователи считают, что составители упомянутой исторической справки имели в виду только Русь до монголо-татарского нашествия, но хотя бы новгородские берестяные грамоты в XIII—XV вв. говорят о сохранении высокого уровня образования.
Большое количество рукописных книг могло накопиться лишь в течение веков. Это знали составители «Стоглава», упоминая училища «прежде» не только в Новгороде.
Стоглав об училищах (по некоторым версиям — только в домонгольское время, хотя «прежде сего» — именно ранее XVI века). (глава 25)
«…А прежде сего училища бывали в Российском царствии на Москве и в Великом Новуграде, и по иным градам многие училища бывали, грамоте, писати и пети и чести учили. Потому тогда и грамоте гораздых было много, и писцы, и певцы, и чтецы славны были во всей земли…» .
Общие достижения культуры средневековой Руси во многом подтверждают оценки авторов «Стоглава»
.
Школы существовали только в крупных центрах. Так, в 1553 году упоминается об открытии училищ при новых епархиях в Казани и Каргополе. При Борисе Годунове предполагалось завести в России светские школы, но последовавшая смута остановили это дело. В начале XVII века Маржерет писал, что «невежество русского народа есть мать его благочестия; он не знает ни школ, ни университетов».
О русских учебных заведениях XVI века сохранилось очень мало сведений. О качестве учения можно судить по сохранившемуся свидетельству, что в Новгороде чтению учили «простые мужики», и это обучение скорее «речь ему испортит», чем научит.
В конце XVII века при дворе царя Фёдора Алексеевича появился проект по организации первого высшего учебного заведения в Москве, которое должно было готовить специалистов как для государственной, так и для церковной службы, в том числе дипломатов, преподавателей, переводчиков, редакторов («справщиков»). Предположительно автором этого проекта был Симеон Полоцкий. В результате в 1687 году была учреждена Славяно-греко-латинская академия. Её статус полностью соответствовал статусу «доклассических» европейских университетов. Благодаря ей в России появились профессиональные педагогические кадры.